# Klencke Atlas

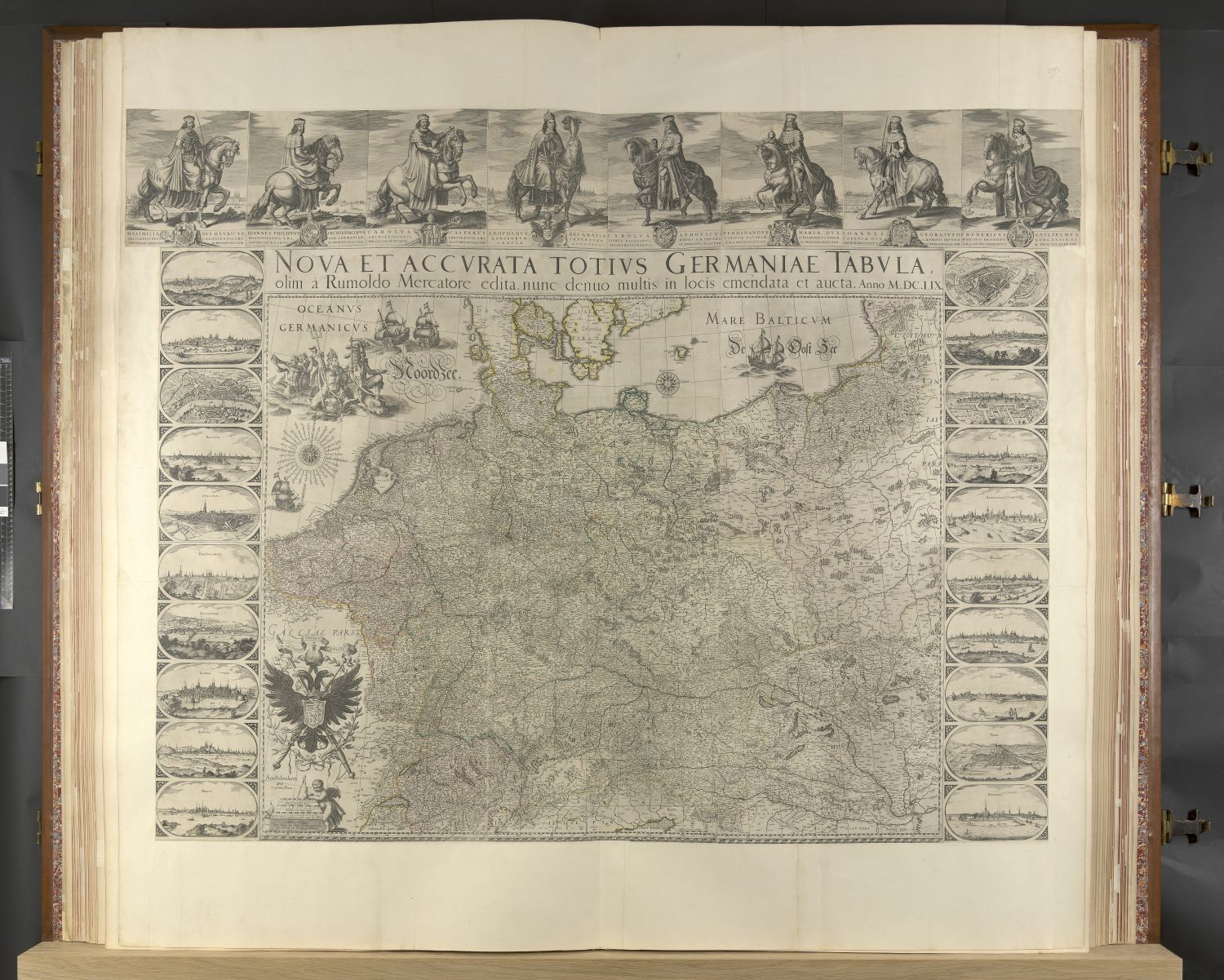
Map of Germany from the Klencke Atlas

El Klencke Atlas, publicat el 1660, és un dels atles més grans del món. Fa 1,75 metres d'alt per 1,9 metres d'ample quan és obert. Pesa tant que la Biblioteca britànica diu que calen sis persones per portar-lo.
És un atles mundial, fet de 37 mapes sobre 39 fulls. Els mapes van ser pretesos per ser trets del llibre i penjats en una paret. Els mapes són dels continents i dels estats europeus existents en aquell moment, i és un compendi del coneixement geogràfic del seu temps. El príncep neerlandès John Maurice de Nassau va encarregar-ne la creació. L'obra conté gravats d'artistes com Blaeu, Hondius i altres. Va ser presentat per un consorci de mercaders neerlandesos,dirigit pel Professor Johannes Klencke, i lliurat a Carles II d'Anglaterra el 1660 per celebrar la seva restauració al tron. Carles II, un entusiasta dels mapes, el va conservar dins del seu gabinet de curiositats a la Whitehall.
El 1828 el rei Jordi III del Regne Unit el va donar al Museu britànic, com a part d'un lot on hi havia altres mapes i atles. Durant la dècada de 1950 va ser restaurat i relligat. Actualment es conserva a la Biblioteca britànica. L'abril de 2010 va ser mostrat públicament per primera vegada en 350 anys amb les pàgines obertes, en una exposició a la Biblioteca britànica.
Fins al 2012 es creia que era l'atles més gran del món, però el febrer d'aquell any va aparèixer l'Earth Platinum, un atlas publicat per Gordon Cheers, empresa que va fer-ne 31 còpies venudes a 100.000 dòlars cadascuna.
El 2016 es va fer públic que la Biblioteca britànica penjaria una versió digital del mateix a la xarxa